# أوكلاند (ماريلاند)
أوكلاند (بالإنجليزية: Oakland, Maryland)‏ هي بلدة تقع في مقاطعة غاريت، ميريلاند بولاية ماريلاند في الولايات المتحدة. تبلغ مساحتها 6.73 (كم²)، وترتفع عن سطح البحر 731 م، بلغ عدد سكانها 1925 نسمة في عام 2010 حسب إحصاء مكتب تعداد الولايات المتحدة وتصل الكثافة السكانية فيها 287 نسمة/كم2.

## التركيبة السكانية
قام مكتب تعداد الولايات المتحدة بتحديد بيانات التركيبة السكانية لأوكلاند في تعداد الولايات المتحدة. في ما يلي، التركيبة السكانية حسب تعدادي 2000 و2010.

### تعداد عام 2000
بلغ عدد سكان أوكلاند 5,959 نسمة بحسب تعداد عام 2000، وبلغ عدد الأسر 2,352 أسرة وعدد العائلات 1,651 عائلة مقيمة في البلدة. في حين سجلت الكثافة السكانية 231.5 نسمة لكل ميل مربع (89.4/كم2). وبلغ عدد الوحدات السكنية 2,847 وحدة بمتوسط كثافة قدره 110.6 نسمة لكل ميل مربع (42.7/كم2).
وتوزع التركيب العرقي للبلدة بنسبة 98.27% من البيض و 0.23% من الأمريكيين الأصليين و 0.55% من الأمريكيين ذوي الأصول الآسيوية و 0.15% من الأمريكيين الأفارقة و 0.70% من عرقين مختلطين أو أكثر.
```
ونسبة 11.1% من الأسر كان لديها معيلات من الإناث دون وجود شريك، تألفت نسبة 23.6% من أصل جميع الأسر من أفراد ونسبة 8.8% كانوا يعيش معهم شخص وحيد يبلغ من العمر 65 عاماً فما فوق.
```

بلغ العمر الوسطي للسكان 37 عاماً. ونسبة 11.0% كانت ضمن فئة الخامسة والستون عاماً فما فوق.
بلغ متوسط دخل الأسرة في البلدة 34,934 دولار، أما متوسط دخل العائلة فبلغ 43,654 دولار. وسجل دخل الفرد الخاص بالبلدة 19,406 دولار. وكانت نسبة 9.0% من العائلات ونسبة 10.1% من السكان تحت خط الفقر،

### تعداد عام 2010
بلغ عدد سكان أوكلاند 6,240 نسمة بحسب تعداد عام 2010، وبلغ عدد الأسر 2,543 أسرة وعدد العائلات 1,793 عائلة مقيمة في البلدة. في حين سجلت الكثافة السكانية 243.1 نسمة لكل ميل مربع (93.9/كم2). وبلغ عدد الوحدات السكنية 3,024 وحدة بمتوسط كثافة قدره 117.8 لكل ميل مربع (45.5/كم2).
وتوزع التركيب العرقي للبلدة بنسبة 96.7% من البيض و 0.4% من الأمريكيين الأصليين و 0.9% من الأمريكيين ذوي الأصول الآسيوية و 0.1% من سكان جزر المحيط الهادئ و 0.4% من الأمريكيين الأفارقة و 1.1% من عرقين مختلطين أو أكثر.
بلغ عدد الأسر 2,543 أسرة كانت نسبة 32.2% منها لديها أطفال تحت سن الثامنة عشر تعيش معهم، وبلغت نسبة الأزواج القاطنين مع بعضهم البعض 53.6% من أصل المجموع الكلي للأسر، ونسبة 11.7% من الأسر كان لديها معيلات من الإناث دون وجود شريك، بينما كانت نسبة 5.3% من الأسر لديها معيلون من الذكور دون وجود شريكة وكانت نسبة 29.5% من غير العائلات. تألفت نسبة 22.8% من أصل جميع الأسر من أفراد ونسبة 7.4% كانوا يعيش معهم شخص وحيد يبلغ من العمر 65 عاماً فما فوق. وبلغ متوسط حجم الأسرة المعيشية 2.83، أما متوسط حجم العائلات فبلغ 2.45.
بلغ العمر الوسطي للسكان 42.3 عاماً. وكانت نسبة 22.8% من القاطنين تحت سن الثامنة عشر، وكانت نسبة 7.4% بين الثامنة عشر والأربعة وعشرون عاماً، ونسبة 23.9% كانت واقعةً في الفئة العمرية ما بين الخامسة والعشرون حتى والأربعة وأربعون عاماً، ونسبة 32.5% كانت ما بين الخامسة والأربعون حتى الرابعة والستون، ونسبة 13.2% كانت ضمن فئة الخامسة والستون عاماً فما فوق. وتوزع التركيب الجنسي للسكان بنسبة 48.5% ذكور و51.5% إناث.

## وصلات خارجية
- www.OaklandMD.com
- The US50 - Cities and Towns in Maryland State
- Maryland Cities and Towns, Facts, Map, Flag, Colleges, Government, and More